# Per Røntved
Per Røntved (danès: Per Christian Røntved)  (Frederiksberg, 27 de gener de 1949 - 15 de maig de 2023) va ser un futbolista danès de la dècada de 1970.
Fou 75 cops internacional amb la selecció de Dinamarca.
Pel que fa a clubs, defensà els colors de SV Werder Bremen, Brønshøj BK, Randers Freja, i Hvidovre IF.